# Pergamentspinner
Der Pergamentspinner (Harpyia milhauseri), gelegentlich auch als  Pergament-Zahnspinner bezeichnet, ist ein Schmetterling (Nachtfalter) aus der Familie der Zahnspinner (Notodontidae).

## Merkmale

### Imago
Die Falter erreichen eine Flügelspannweite von 40 bis 52 Millimetern und haben gestreckte Flügel ohne Schuppenzahn. Die Vorderflügel sind grau mit dunklen Längsadern und einem länglichen dunklem Feld an der Innenseite. Parallel zum Außenrand befindet sich eine undeutliche gelbbraune Querbinde. Die Hinterflügel sind hellgrau bis weißlich mit einem dunklen Fleck an der Unterkante. Männliche Falter mit rein weißer Hinterflügelgrundfarbe werden als ssp. albida Dan. bezeichnet und kommen in den Südalpentälern vor. Die Fühler sind bei beiden Geschlechtern doppelt gekämmt, bei den Männchen jedoch länger und im vorderen Teil kurz sägezahnartig.

### Ei
Das Ei ist halbkugelig, von hellbrauner Grundfarbe mit einem violetten, gelb gesäumten Ring.

### Raupe
Die Raupen sind durch ihre eigentümliche Körperform unverwechselbar. Sie werden bis zu 60 Millimetern lang. Am vierten Segment haben sie einen langen, am Ende gegabelten Fortsatz. Die folgenden fünf Segmente besitzen spitze Rückenhöcker, ebenso das elfte Segment. Die Färbung der Raupe ist kräftig grün, der Rücken und die Flanken sind teilweise gelbbraun.

### Puppe
Die Puppe ist schwarzbraun, am Rücken und den Flügelscheiden tiefschwarz. Sie ist kurz und gedrungen. Am Scheitel besitzt sie einen spitzen Stachel, der zum Durchbrechen des Kokons dient.

## Synonyme
- Hybocampa milhauseri[3]
- Hoplitis milhauseri[3]

## Vorkommen
Die Tiere sind in Mitteleuropa weit verbreitet, in Deutschland meist vereinzelt, gelten aber nicht als akut gefährdet. In südöstlicher Richtung reicht ihr Vorkommen bis nach Russland und Kleinasien. Sie bevorzugen Laubmischwälder mit altem Eichen- und Buchenbestand.
In Oberösterreich sind die Populationen rückläufig.

## Lebensweise
Die Falter sind nachtaktiv und fliegen künstliche Lichtquellen an. Die Eier werden meist in kleinen Gruppen an die Unterseite der Futterpflanzen gelegt. Die Raupen halten sich vorzugsweise in den Baumkronen auf. Die Verpuppung erfolgt in ca. ein bis zwei Metern Höhe in einem festen Kokon in der Baumrinde, der aus Holzspänen und Spinnfäden besteht. Die Puppe überwintert.

### Flug- und Raupenzeiten
Die Falter fliegen überwiegend im Mai und Juni, die Raupen leben von Juni bis August.

### Nahrung der Raupen
Die Raupen ernähren sich vor allem von den Blättern von Eichen (Quercus) und Buchen (Fagus), seltener von Birken (Betula).